# Bratsch (Band)
Bratsch war eine Musikgruppe aus Frankreich, die im Bereich Weltmusik bekannt war und europaweit tourte.

## Hintergrund
Die Gruppe hatte sich der Musik der Wandermusikanten wie der Klezmorim, der Sinti und Roma bzw. balkanesischer, armenischer, mazedonischer, griechischer Musik verschrieben. Die genannten Quellen wurden in neue, mit Free Jazz angereicherte Varianten umgeformt.
Bratsch sahen sich als Musiker, die neo-traditionelle Musik, also Musik, die man einmal für traditionell halten wird, machen. In der Tat haben sie bei den diversen Festivals als Gadje (Nicht-Roma) bzw. Gojim (Nichtjuden) bei den entsprechenden Ethnien große Anerkennung erzielt.
Den Namen Bratsch leiteten sie von der Bratsche ab, die ein beliebtes Begleitinstrument in der Musik der Wandermusiker war.
Ende 2014 gab Bratsch bekannt, dass das „Abenteuer Bratsch“ nach einer Konzerttour durch Frankreich, Deutschland und die Schweiz, beendet wird. Die letzten Konzerte wurden Ende Dezember 2015 in Paris gegeben.

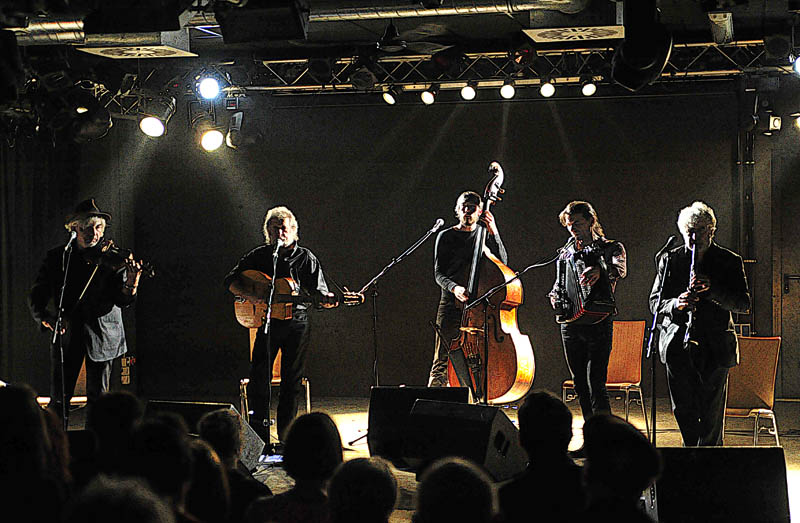
Bratsch 2011

## Mitglieder
- Dan Gharibian: Gitarre
- Bruno Girard: Violine, Bratsche
- Théo Girard: Kontrabass (in der Nachfolge von Pierre Jacquet)
- Nano Peylet: Klarinette
- François Castiello: Akkordeon.[3]

## Diskografie
- 1976: Musique de partout
- 1978: J’aime un voyou, maman
- 1981: Live à la Potinière
- 1988: Notes de voyages
- 1990: Sans domicile fixe
- 1991: Transports en commun
- 1994: Correspondances
- 1994: Le Mangeur de lune (Musik zum gleichnamigen Film von Dai Sijie)
- 1995: Gypsy music from the heart of Europe
- 1996: Ecoute ça chérie
- 1998: Rien dans les poches
- 1999: On a rendez-vous
- 2001: La vie, la mort, tout ça...
- 2003: Nomades En Vol (Anthologie)
- 2004: Ensemble depuis 25 ans... ca s'fête
- 2007: Plein Du Monde
- 2009: 7 Inédits / 1000 Spécimens
- 2011: Urban Bratsch
- 2013: Brut De Bratsch 1973→2013 (Anthologie)

### In Zusammenarbeit mit anderen Künstlern
- 2000: L'Ombre et la Demoiselle (Weepers Circus)